# Фонд CASE
Фонд CASE — Центр соціальних та економічних досліджень у Польщі. Працює з 1991 р. Основні напрямки діяльності: державний бюджет та фінанси, процес приватизації, банківська справа, економічні перетворення в посткомуністичних країнах. Річний бюджет Фонду — бл. 1 млн дол. Фонд активно друкує наукові розвідки з питань трансформації економіки. Має близько 90 співробітників, головним чином сумісників.